# Aven Armand
Aven Armand è una grotta situata nel dipartimento di Lozère, all'interno del comune di Hures-la-Parade, tra Meyrueis e Sainte-Enimie. Fa parte del Parco nazionale delle Cevenne.
La grotta, profonda circa 100 metri, porta il nome del suo scopritore, lo speleologo francese Louis Armand, che vi discese per la prima volta il 19 settembre 1897; fu aperta al pubblico l'11 giugno 1927.